# Tajemnica przedsiębiorstwa
Tajemnica przedsiębiorstwa – termin prawniczy wprowadzony ustawą z dnia 16 kwietnia 1993 r. o zwalczaniu nieuczciwej konkurencji.
Tajemnicą przedsiębiorstwa, w rozumieniu art. 11 ust. 2 ustawy, są informacje techniczne, technologiczne, organizacyjne przedsiębiorstwa lub inne informacje posiadające wartość gospodarczą, które jako całość lub w szczególnym zestawieniu i zbiorze ich elementów nie są powszechnie znane osobom zwykle zajmującym się tym rodzajem informacji albo nie są łatwo dostępne dla takich osób, o ile uprawniony do korzystania z informacji lub rozporządzania nimi podjął, przy zachowaniu należytej staranności, działania w celu utrzymania ich w poufności.
Tajemne informacje muszą być jasno określone jako tajne.

## Typy tajemnic przedsiębiorstwa
Niekiedy w literaturze prawniczej występują pojęcia typu tajemnica handlowa, czy tajemnica technologiczna. Pojęcie tajemnicy handlowej nie jest jasno zdefiniowane w polskim prawodawstwie i jest niekiedy używane, także w aktach prawnych, jako synonim tajemnicy przedsiębiorstwa. Można także przyjąć, że tajemnica handlowa jest jednym z typów tajemnic wchodzących w skład pojęcia tajemnica przedsiębiorstwa, i odróżnić ją od pojęcia tajemnicy technologicznej. Sąd Najwyższy w 2000 r. odniósł się do tych dwóch typów tajemnic, pisząć: "Powszechnie przyjmuje się, że informacja ma charakter technologiczny, kiedy dotyczy najogólniej rozumianych sposobów wytwarzania, formuł chemicznych, wzorów i metod działania. Z kolei informacja  handlowa obejmuje, najogólniej ujmując, całokształt  doświadczeń i wiadomości przydatnych  do  prowadzenia  przedsiębiorstwa, niezwiązanych bezpośrednio z cyklem produkcyjnym."

## Złamanie tajemnicy przedsiębiorstwa
Dotyczy pracowników, którzy podpisali umowę lojalnościową. Zwykle przez okres 3 lat lub dłużej, jeśli wskazała tak umowa, muszą przestrzegać tajemnicy przedsiębiorstwa pod rygorem kar. Karalne są zachowania:
- przekazanie informacji osobie trzeciej
- wykorzystanie tajemnicy w działalności gospodarczej, żeby odbić klientów.

Nie stanowi wykroczenia sama działalność w tej samej lub podobnej branży. Problem pojawia się tylko wtedy, gdy naraża się na straty byłego pracodawcę.